# Nausigaster scutellaris
Nausigaster scutellaris är en tvåvingeart som beskrevs av Adams 1904. Nausigaster scutellaris ingår i släktet Nausigaster och familjen blomflugor. Inga underarter finns listade i Catalogue of Life.